# دانیل چی تسوئی
دانیل چی تسوئی (به چینی 崔琦 و به پین‌یین Cuī Qí) (زادهٔ ۲۸ فوریه ۱۹۳۹ در استان هنان چین) فیزیکدان اهل چین-ایالات متحده آمریکا است که در زمینهٔ ویژگی‌های الکتریکی لایه‌های بسیار نازک و ریزساختار مواد نیمه‌رسانا و همچنین در زمینهٔ فیزیک حالت جامد تحقیق می‌کند.
تسوئی هم‌اکنون استاد مهندسی برق در دانشگاه پرینستون است؛ و هم‌زمان به عنوان محقق در بخش فیزیک دانشگاه کلمبیا فعالیت می‌کند. وی از ۲۰۰۶ تا ۲۰۰۸ به عنوان استاد دعوت شده در این دانشگاه تدریس نیز می‌کرد. در سال ۱۹۹۸، تسوئی، هورست لودویگ اشتورمر از دانشگاه کلمبیا و رابرت لافلین از دانشگاه استنفورد توانست جایزه نوبل فیزیک را بدست آوردند. تسوئی برای کشف اثر کسری کوانتمی هال این جایزه را به دست آورد.

## زندگی
تسوئی در روستای فان (范庄) در ۷٫۵ کیلومتری بائوفنگ، استان هنان چین و در خانواده‌ای کشاورز، به دنیا آمد. در آن زمان کشور چین به شدت درگیر مشکلات ناشی از بلایای طبیعی و جنگ بود. تسوئی تحصیلات اولیه را در مدرسه‌ای در روستای خود شروع کرد.
در سال ۱۹۵۱ برای تحصیلات دورهٔ متوسطه به هنگ کنگ رفت و در سال ۱۹۵۷ درس خود را تمام کرد. پس از آن در دانشگاه ملی تایوان در تایپه پذیرش گرفت و پس از آن توانست هزینهٔ تحصیلی کامل برای کالج آگوستانا در راک آیلند، در ایلی‌نوی، آمریکا را بدست آورد.
تسوئی در سال ۱۹۵۸ به آمریکا رفت و در سال ۱۹۶۱ درس خود را در کالج تمام کرد. او در آن دوران تنها دانشجوی چینی کالج خود بود. پس از آن برای ادامهٔ تحصیل در فیزیک به دانشگاه شیکاگو رفت و مدرک دکتری خود را در سال ۱۹۶۷ دریافت کرد. پس از آن یک سال نیز در همان‌جا به فوق دکتری پرداخت. تسوئی در سال ۱۹۶۸ به آزمایشگاه‌های بل پیوست در اینجا بود که او به مطالعهٔ الکترون‌ها در دو بعد پرداخت و پیشرو در این زمینه شد.
کشف اثر کسری کوانتمی هال که او برای آن جایزهٔ نوبل دریافت کرد، در سال ۱۹۸۲، مدت کوتاهی پیش از انتخاب او به عنوان استاد مهندسی برق دانشگاه پرینستون صورت گرفت.